# 아홉 위인

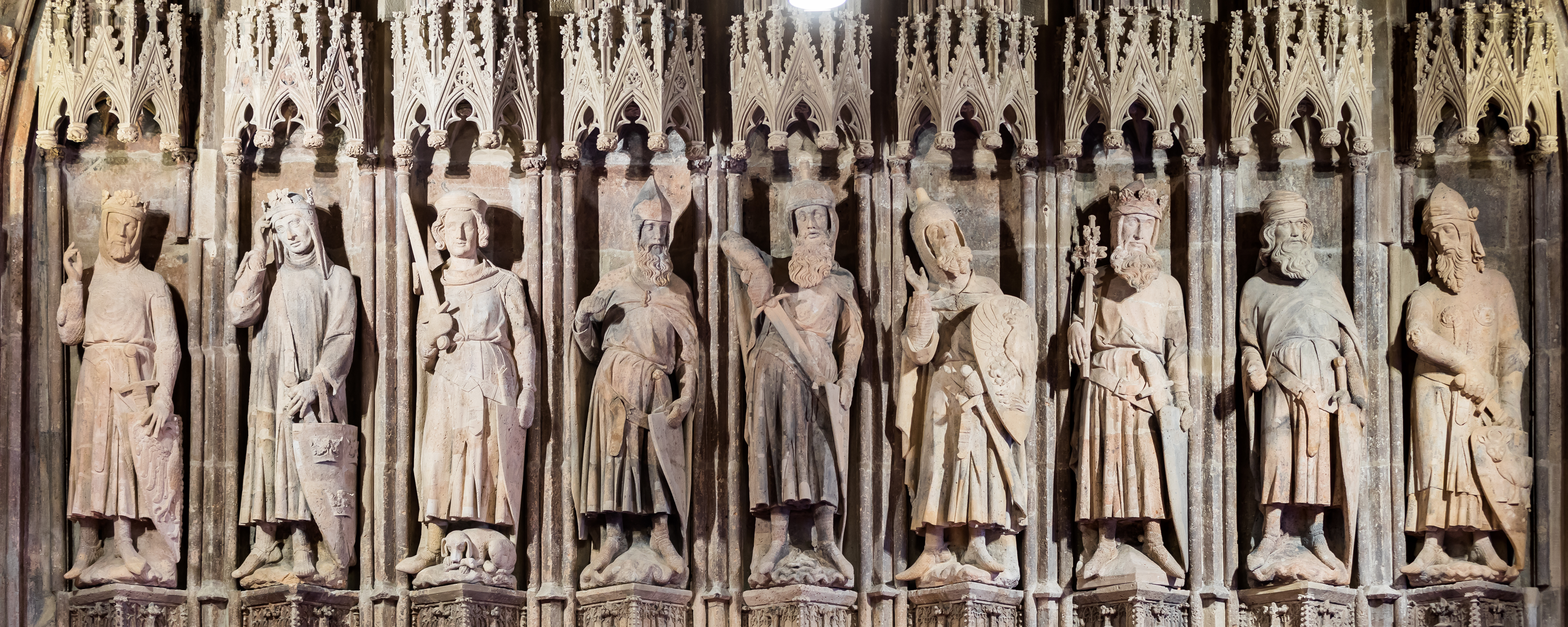

아홉 위인(프랑스어: les neuf preux, 영어: the Nine Worthies)은 중세에 기사도의 이상을 이루었다고 여겨진 아홉 명의 역사적, 전설적 인물들이다. 세 명의 이교도(헥토르, 알렉산드로스 3세, 가이우스 율리우스 카이사르), 세 명의 유대인(여호수아, 다윗, 유다 마카베오), 세 명의 기독교인(아서왕, 카롤루스 대제, 고드프루아 드 부용)으로 이루어져 있다.
| 3인의 이교도   | 3인의 이교도     | 3인의 이교도               |
| -------------- | ---------------- | -------------------------- |
|                |                  |                            |
| 헥토르         | 알렉산드로스 3세 | 가이우스 율리우스 카이사르 |
| 3인의 유대교도 |                  |                            |
|                |                  |                            |
| 여호수아       | 다윗             | 유다 마카베오              |
| 3인의 기독교도 |                  |                            |
|                |                  |                            |
| 아서왕         | 카롤루스 대제    | 고드프루아 드 부용         |

## 같이 보기
- 선량한 이교도